# ザ・ライン
ザ・ライン（英語: The Line、アラビア語: ذا لاين）は、サウジアラビア・タブーク州ネオムに建設中のスマートシティである。全長170キロメートル、幅200メートルの直線状の建物で、中は自動車も道路もなくし、二酸化炭素の排出をしないように設計されている。サウジアラビア政府が38万人の雇用と480億ドルのGDP増大をもたらすと主張しているサウジビジョン2030プロジェクトの一部である。ザ・ラインは、5000億ドルのプロジェクトであるネオムにおける最初の開発である。計画では、900万人の人口を収容することを想定している。
2022年10月時点ですでに170キロメートルの全長にわたって掘削工事が開始された状態になっていた。
このプロジェクトをめぐっては、この地域の環境や住民への影響についての批判や、技術的・経済的な実現性に対する疑問が投げかけられている。

## 提案
完成すると全長170キロメートルの建物となり、ネオムの自然の95パーセントが残される。建物は、西は紅海沿岸から始まり、東はかつてヒジャーズ鉄道が通っていたタブークまで続く。想定している収容人口は900万人で、人口密度は26万人毎平方キロメートルとなる。これは、2019年現在で最も人口密度が高いマニラの4万4千人毎平方キロメートルを大幅に上回るものである。計画では、高さ500メートルの鏡のような建物が200メートル離れて2つ建設され、その間が居住スペースとなる。これは、建設中のジッダ・タワー（1008メートル）、アブラージュ・アル・ベイト・タワーズ（601メートル）に次ぐ同国3位の高さの建造物であり、世界でも12位の高さとなる。ザ・ライン内では、日常的に必要なサービスに徒歩5分以内で到達できるように設計される。
ザ・ラインで消費される電力は、全て再生可能エネルギーにより発電される予定である。ザ・ラインは、地上の歩行者層、地下のインフラ層と交通層の3つの層で構成される。交通層には、ザ・ラインの全長170キロメートルを20分で移動できる高速鉄道が導入される。この所要時間を達成するための平均速度は、途中で停車しない場合でも時速512キロメートルとなり、これは発表時点での世界のどの鉄道よりも速い。人工知能（AI）が街を監視し、予測モデリングやデータモデリングにより住民の生活を改善する方法を考案する。また、住民はザ・ラインのAIにデータを提供することにより報酬を得られる。
建設費は4千億から7千億リヤル（1千億から2千億米ドル）と推定されているが、1兆ドルに達するという試算もある。サウジアラビア政府は、ザ・ラインによって2030年までに38万人の雇用が創出され、これによりGDPが1800億リヤル（480億米ドル）増大すると主張している。

## 歴史
2021年1月10日、王太子ムハンマド・ビン・サルマーンが国営テレビでザ・ラインの計画を発表した。2021年10月に工事が始まり、当初の計画では2024年に住民の入居が開始される予定だった。2022年7月現在、第一期工事の完成は2030年となっている。
ネオム社の取締役会会長でもあるムハンマド王太子が、2022年7月25日に声明とプロモーションビデオを発表し、このプロジェクトが広くメディアで取り上げられるようになった。それとともに、計画のメリットや環境問題についての疑問の声も上がるようになり、「ディストピア的」で「人工的」な施設の建設により、この地に住むハウェイタット族が強制移住させられ、鳥や野生動物の移動に影響が出ることを懸念する声も上がっている。
2022年10月、航空写真会社OT Skyが撮影して公開したドローン映像により、ザ・ラインの計画の全長に渡って大規模な掘削工事が進行中であることが明らかになった。

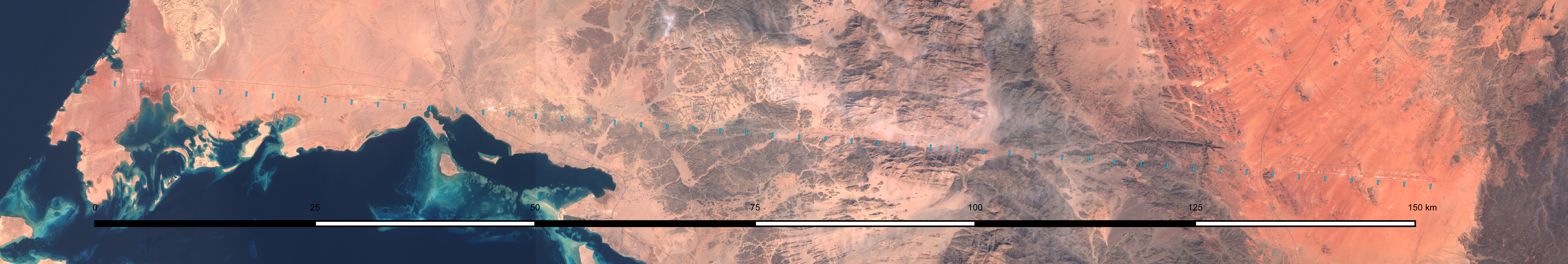
ザ・ラインの掘削工事進捗状況（2022年10月）

## 反応
オンラインマガジン『デジーン』のインタビューで、プリンストン大学准教授のマーシャル・ブラウンは、ザ・ラインのような、大規模な都市計画や、コンセプトアートのような洗練された未来的な美しさを実現するために必要な条件は、多くの要素が絡むため、実現は非常に非現実的であると考えていると述べた。C40都市気候リーダーシップグループのエレーヌ・シャルティエは、1882年にソリアが提案した線形都市や、1965年にニュージャージー州で提案された線形都市など、過去に提案され実現しなかった線形都市とザ・ラインを比較して論じている。
オランダの建築家ヴィニー・マースは「このような環境に住んでみたい」と述べつつも、その外形はコンセプトアートによく見られるような単調なものであり、また、内部空間に好ましくない空気の流れが起きやすくなると評した。全体のコンセプトとしては、人口の高密度化や、都市内での熱の発生の規制に取り組んでいることを評価している。
ニューサウスウェールズ大学のフィリップ・オールドフィールドは、ザ・ラインでの生活の質に関して、実際の生活の質については、見た目の良さよりも、都市がよく管理されているかどうかにかかっているのではないかと述べた。また、オールドフィールドは、500メートルもの高さの建物を低炭素材料（製造時や運搬時に排出される炭素量が少ない材料）だけで建てることはできず、このプロジェクトで使用されるガラス、鉄、コンクリートなどを製造する際に排出される炭素量は二酸化炭素換算で1.8ギガトンに達すると批判した。加えてオールドフィールドは、170キロメートルもの建物は、周辺の生態系やそこを通る渡り鳥にとって、高速道路と同様の大きな障壁となり、特に鏡のような外壁は鳥にとって危険であると指摘している。
ヴィンセント・モスコなどのデジタル権の研究者は、個人の行動に関するデータの提供への同意を求める規定は、人権があまり尊重されていないサウジアラビアにおいてはデータの乱用につながる可能性があり、ザ・ラインは「監視都市」であると評している。それに対してジョセフ・ブラッドリーは、ネオムにおいてはプライバシー問題を解決しており、また、サウジアラビアには個人情報保護法があると反論している。
ザ・ラインの計画を遂行するサウジアラビア政府の行動に対する評価も行われている。2022年10月、ネオムプロジェクトのための村の立ち退きを拒否したハウェイタット族の3人に対し死刑が宣告された。死刑判決を受けた3人のうちの1人の兄弟は、2020年4月にネオムプロジェクトのための集団移転に反対する動画をインターネットに投稿した後に治安部隊によって射殺された。